# マティアス・ザマー
マティアス・ザマー（Matthias Sammer, 1967年9月5日 - ）は、ドイツ（旧東ドイツ）・ドレスデン出身の元サッカー選手。2012年7月から2016年7月までFCバイエルン・ミュンヘンの取締役を務めた。選手時代のポジションはミッドフィールダー、ディフェンダー。

## 経歴

### 選手時代
1985年に地元のクラブであるディナモ・ドレスデンでキャリアをスタート。当時東ドイツの支配下にあったため、強制的にシュタージのフェリックス・ジェルジンスキー衛兵連隊に所属していた。
1990年にVfBシュトゥットガルトへ移籍すると。1992年には攻守にわたる活躍が認められて、セリエA・インテルへ移籍、ユヴェントスFC相手にゴールを決めるなど、低調なチーム内にあってシャリモフと共に奮戦し、11試合4ゴールと結果を残すが、積極的に最前線まで顔を出すプレーはイタリアメディアから批判を浴び、イタリアのメンタリティーに合わず、シーズン途中にボルシア・ドルトムントへ移籍、移籍後はオットマー・ヒッツフェルトによってこれまでのMFからリベロへとコンバートされると、2000年の引退までチーム中心としてプレーし、1994-95シーズンにはチーム創設後初のリーグ優勝を果たし、1995-96シーズンにもリーグ優勝を果たした。また代表では欧州選手権優勝に貢献した活躍から、欧州最優秀選手賞（バロンドール）を獲得した(前年度は第9位)。1996-97シーズンにはボルシア・ドルトムントのUEFAチャンピオンズリーグ初優勝に貢献した。
ドイツ代表としては東ドイツ出身者として初選出を果たし、UEFA欧州選手権1996ではDFながら、グループステージのロシア戦、準々決勝のクロアチア戦でゴールを決めるなど、攻守にドイツの優勝に貢献、大会最優秀選手に選ばれた。
膝の故障に苦しみ、引退直前の2シーズンはほとんど試合に出ることができなかった。

### 引退後
引退後は指導者としての道を歩み、ボルシア・ドルトムントやVfBシュトゥットガルトの監督を務め、2006年のドイツサッカー協会のスポーツディレクター就任を経て、2012年にバイエルン・ミュンヘンの取締役に就任。2016年7月に同クラブを退団した。ボルシア・ドルトムントの監督としてはブンデスリーガ優勝も果たした。
2017年以降はテレビ局のゲストコメンテーターとして活動している。
2018年4月、ボルシア・ドルトムントの顧問に就任した。

## フォアリベロ
一般にリベロは攻撃の組み立てに参加しつつ試合をコントロールするセンターバックではあるが、ザマーはそれに加えDFラインから前線に顔を出すシャドーストライカーの仕事もこなすなど、フォアリベロと呼ばれた。ドルトムントではジュリオ・セザールとミヒャエル・ツォルク と能力の高いCBとカバーリングに優れた守備的MFに恵まれ、タイミングの良いオーバーラップで、たびたび前線に飛び出してのゲームメークや得点を挙げた。
攻撃的な選手が選ばれる傾向があるバロンドールやUEFA欧州選手権1996の最優秀選手賞にザマーが選出されたのは、このプレースタイルに依るところが大きい。

## 所属クラブ
- ディナモ・ドレスデン 1985-1990
- VfBシュトゥットガルト 1990-1992
- インテル・ミラノ 1992-1993
- ボルシア・ドルトムント 1993-1999

## 代表歴

### 出場大会
- 東ドイツ代表
- ドイツ代表
  - 1994 FIFAワールドカップ

### 試合数
- 国際Aマッチ 25試合 6得点（1986年-1990年、東ドイツ）[9]
- 国際Aマッチ 51試合 8得点（1990年-1997年、ドイツ）[9]

| 東ドイツ代表 | 国際Aマッチ | 国際Aマッチ |
| 年           | 出場        | 得点        |
| ------------ | ----------- | ----------- |
| 1986         | 1           | 0           |
| 1987         | 0           | 0           |
| 1988         | 8           | 1           |
| 1989         | 11          | 2           |
| 1990         | 5           | 3           |
| 通算         | 25          | 6           |

| ドイツ代表 | 国際Aマッチ | 国際Aマッチ |
| 年         | 出場        | 得点        |
| ---------- | ----------- | ----------- |
| 1990       | 1           | 0           |
| 1991       | 3           | 0           |
| 1992       | 9           | 1           |
| 1993       | 6           | 0           |
| 1994       | 12          | 2           |
| 1995       | 6           | 2           |
| 1996       | 11          | 3           |
| 1997       | 3           | 0           |
| 通算       | 51          | 8           |

## 指導歴
- ボルシア・ドルトムント ヘッドコーチ　2000
- ボルシア・ドルトムント 監督　2000-2004
- VfBシュトゥットガルト 監督　2004-2005
- ドイツ・サッカー協会 スポーツディレクター　2006-2012
- FCバイエルン・ミュンヘン 取締役　2012-2016

## 獲得タイトル

### 代表
- UEFA欧州選手権1996優勝　（ドイツ）
- UEFA欧州選手権1992準優勝　（ドイツ）
- U18ヨーロッパ選手権1986年大会 優勝　（東ドイツ）
- U20ワールドカップ1987年大会　3位　（東ドイツ）

### クラブ
- UEFAチャンピオンズリーグ優勝 : 1996-97
- ドイツ・ブンデスリーガ優勝 3回 : 1991-92, 1994-95, 1995-96）
- DDRオーバーリーガ優勝　2回 : (1988-89, 1989-90）
- DDRポカール優勝 : 1989-90

### 個人タイトル
- 欧州年間最優秀選手（1996）
- ドイツ年間最優秀選手賞（1995, 1996）
- 20世紀の偉大なサッカー選手100人　92位（ワールドサッカー誌選出　1999）

### 監督として
- ドイツ・ブンデスリーガ優勝 : 2001-02
- UEFAカップ準優勝 : 2001-02